# Kościół św. Wita w Krems an der Donau
Kościół św. Wita (niem. Pfarrkirche St. Veit), zwany Dom der Wachau – rzymskokatolicka świątynia parafialna, znajdująca się w austriackim mieście Krems an der Donau.

## Historia
Romański kościół ufundował w roku 1014 cesarz Henryk II Święty. Pierwsza wzmianka o świątyni pod wezwaniem św. Wita pochodzi z roku 1178. Około 1300 roku budynek prawdopodobnie rozbudowano i wyremontowano. Kościół rozebrano po zniszczeniach z okresu reformacji, na jego miejscu w latach 1616-1630 wzniesiono barokową świątynię wg. projektu Cypriana Biasina z Mediolanu. W latach 2009–2016 poddano ją restauracji, kosztującej 3,9 mln euro.

## Architektura i wyposażenie
Świątynia barokowa, jednonawowa. Do nawy dostawionych jest po pięć kaplic bocznych z obu stron. Dolne kondygnacje wieży pochodzą ze średniowiecza i reprezentują styl gotycki.
Ołtarze:
1. główny, autorstwa Josepha Matthiasa Götza, ufundowany przez Annę Marię Muhr, z wizerunkami Matki Bożej i Męczeństwa św. Wita oraz rzeźbami: śś. Jana Chrzciciela, Piotra, Szczepana, Floriana, Pawła i Józefa,
2. mariacki, przeniesiony w 1796 z klasztoru Und[1], z gotycką figurą Maria-Bründl z ok. 1420 roku[3], wraz z obrazem Chrystusa dźwigającego Krzyż z 1707,
3. św. Anny z figurami śś. Katarzyny i Doroty,
4. św. Sebastiana, wykonany w 1715 jako wotum dziękczynne za ochronę podczas zarazy, autorstwa Marcina Altomontego, z figurami śś. Leopolda i Rocha,
5. męczeństwa św. Barbary, prawdopodobnie wykonany przez miejscowego artystę w 1755 roku, z figurami św. Tekli z lwami i św. Apolonii,
6. śś. Piotra i Pawła z 1701,
7. zaduszny, z przedstawieniami dusz cierpiących w czyśćcu, z figurami śś. Dominika i Katarzyny Sieneńskiej,
8. ścięcia św. Jana Chrzciciela, z posągami śś. Franciszka z Asyżu i Franciszka Ksawerego, w jego pobliżu znajduje się nagrobek projektanta świątyni, Cypriana Biasina,
9. św. Michała Archanioła autorstwa Franza Antona Maulbertscha, z figurami archaniołów Rafała i Gabriela,
10. św. Jana Nepomucena, z posągami śś. Karola Boromeusza i Ambrożego,
11. św. Marii Magdaleny, z figurami śś. Walburgi i Marii Magdaleny de’ Pazzi,
12. św. Józefa, z posągami śś. Franciszka z Paoli i św. Donata
13. św. Krzyża z 1704, z figurami śś. Szymona i Judy Tadeusza[1].

Strop zdobią feski Martina Johanna Schmidta z 1787, ambonę wykonał w 1735 Joseph Matthias Götz. Organy powstały w warsztacie Gerharda Hradetzkiego roku 1986, do ich budowy użyto elementów poprzedniego instrumentu autorstwa Franza Capeka z 1896. Posiadają trzy manuały i 44 głosy. Ich inauguracja miała miejsce 5 października 1986.

## Galeria

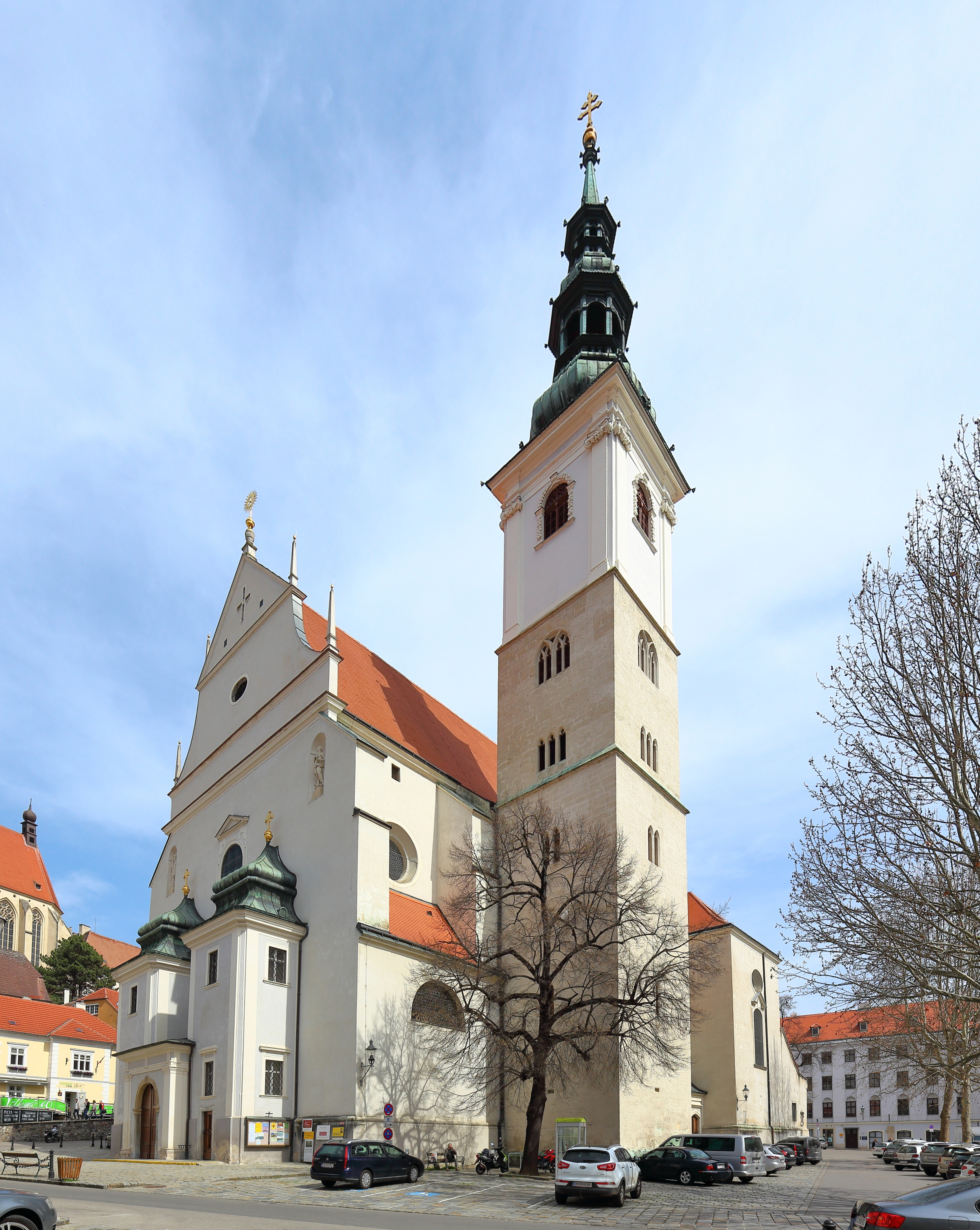
Widok z południowego zachodu
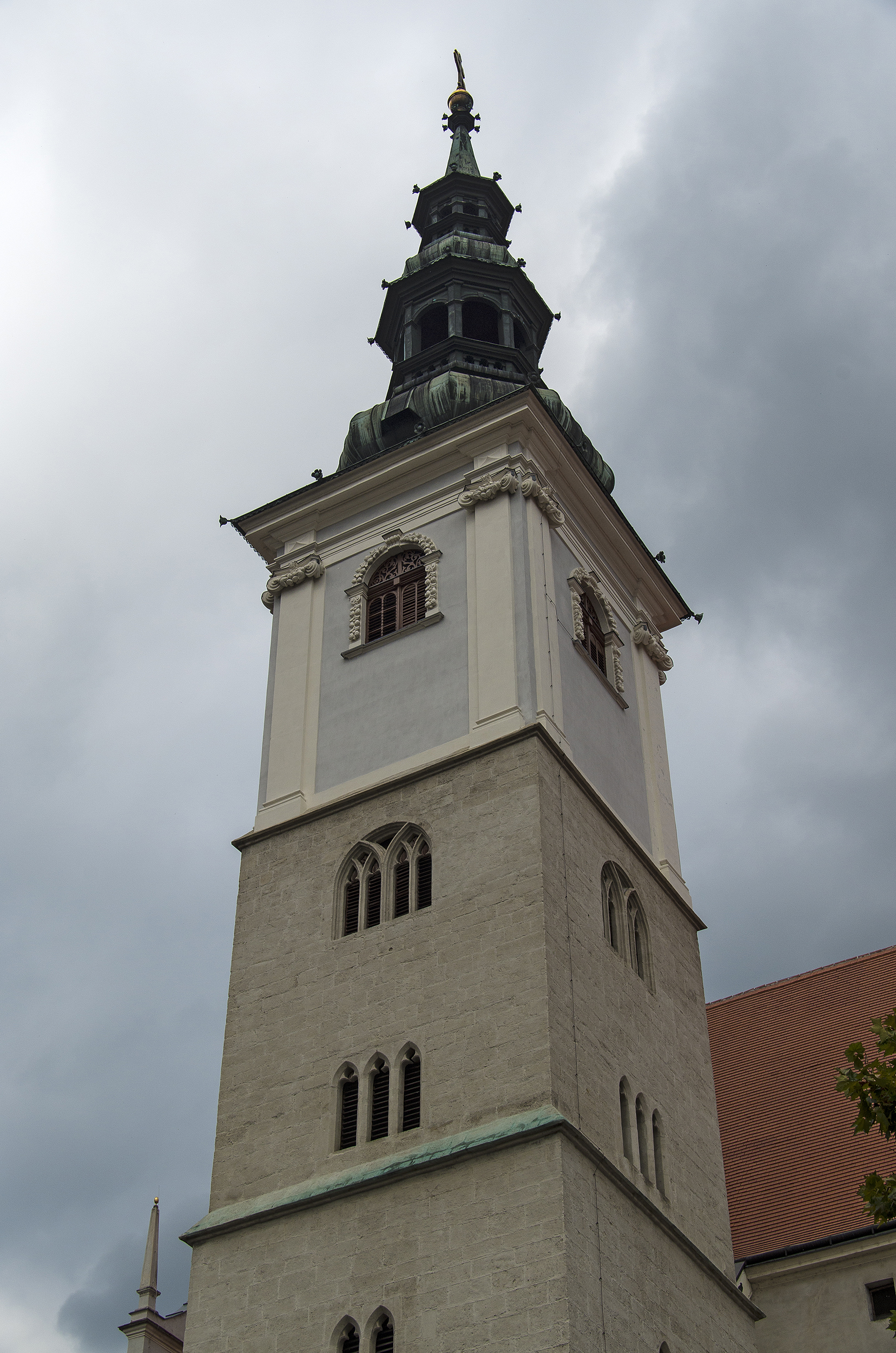
Wieża
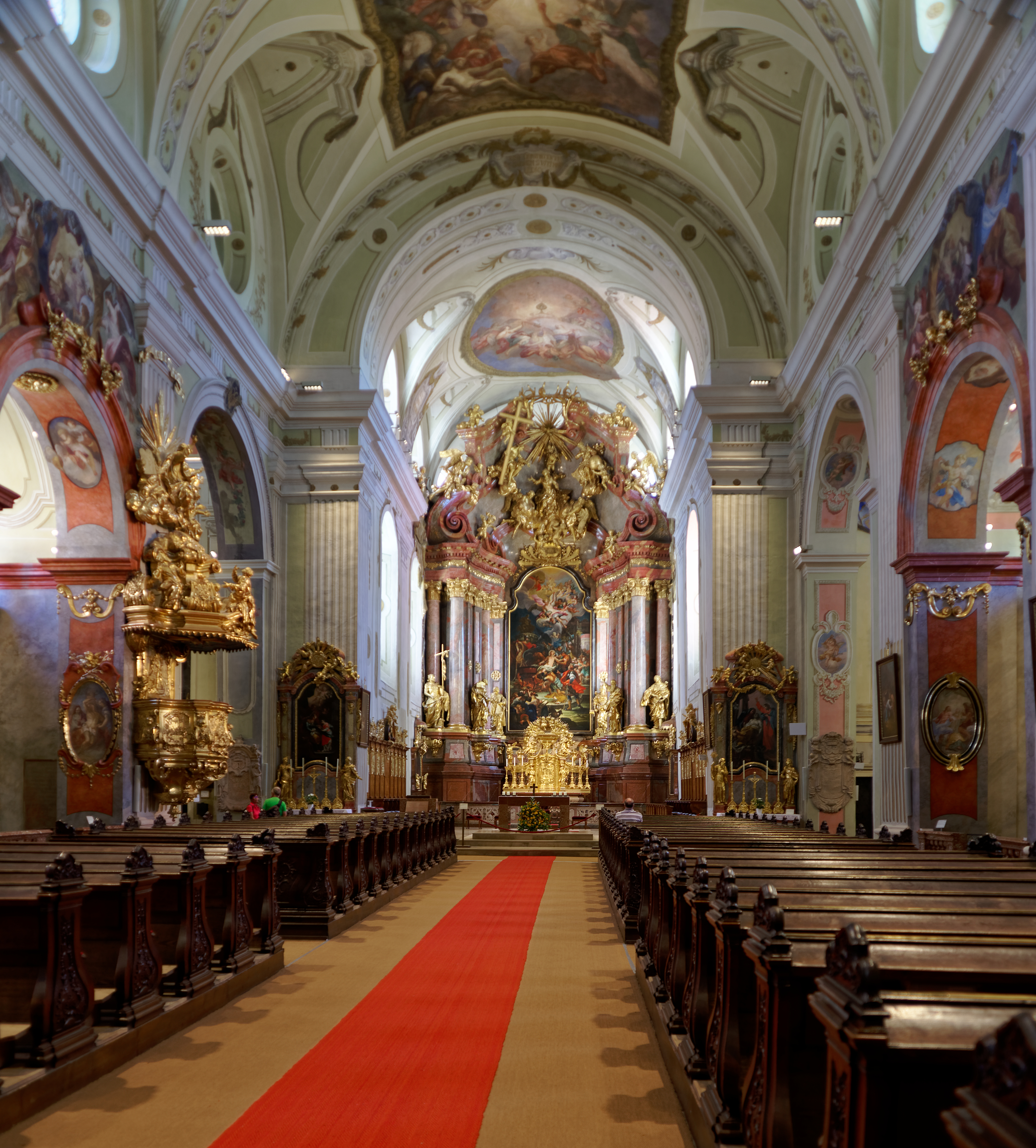
Wnętrze
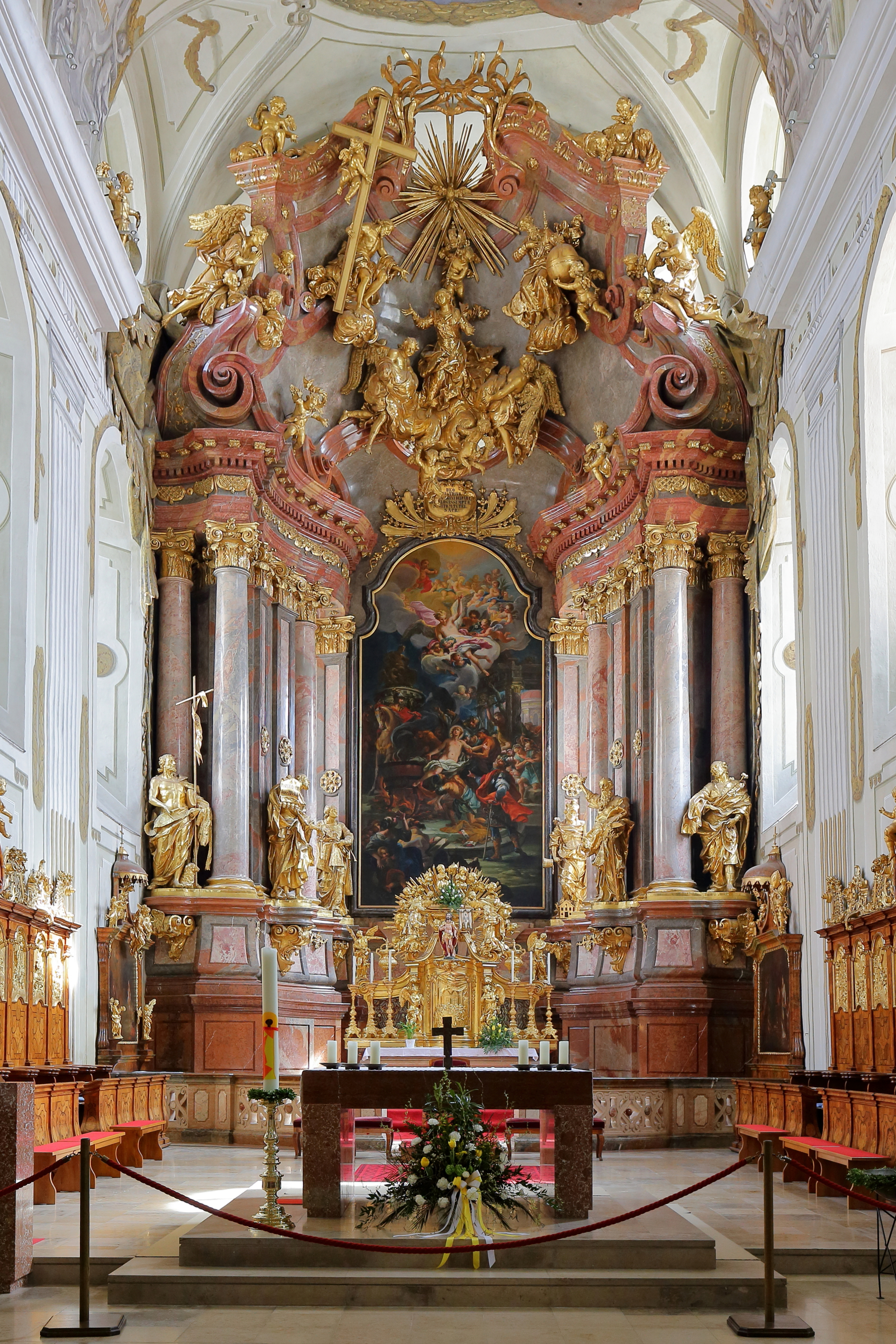
Prezbiterium
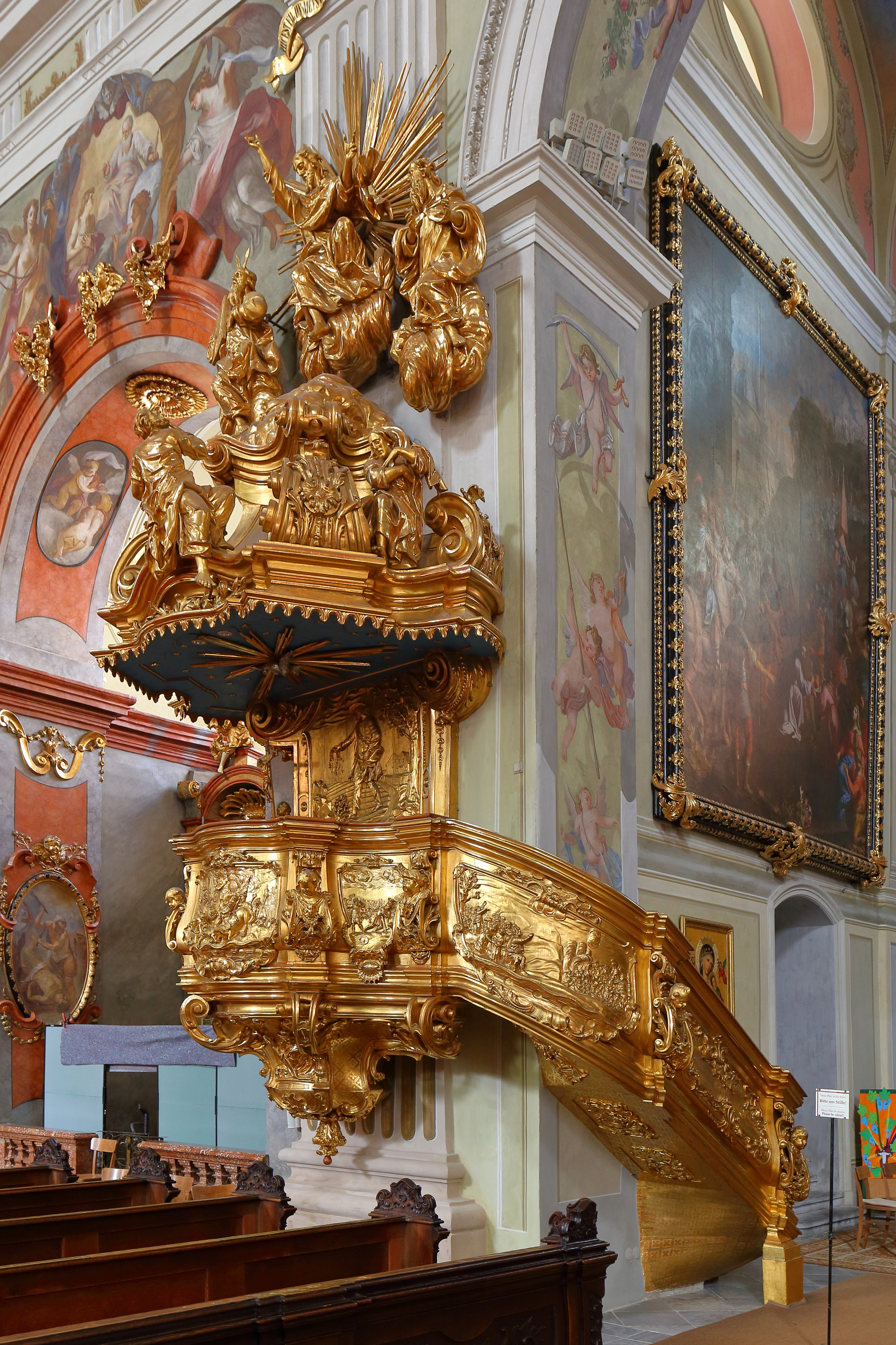
Ambony
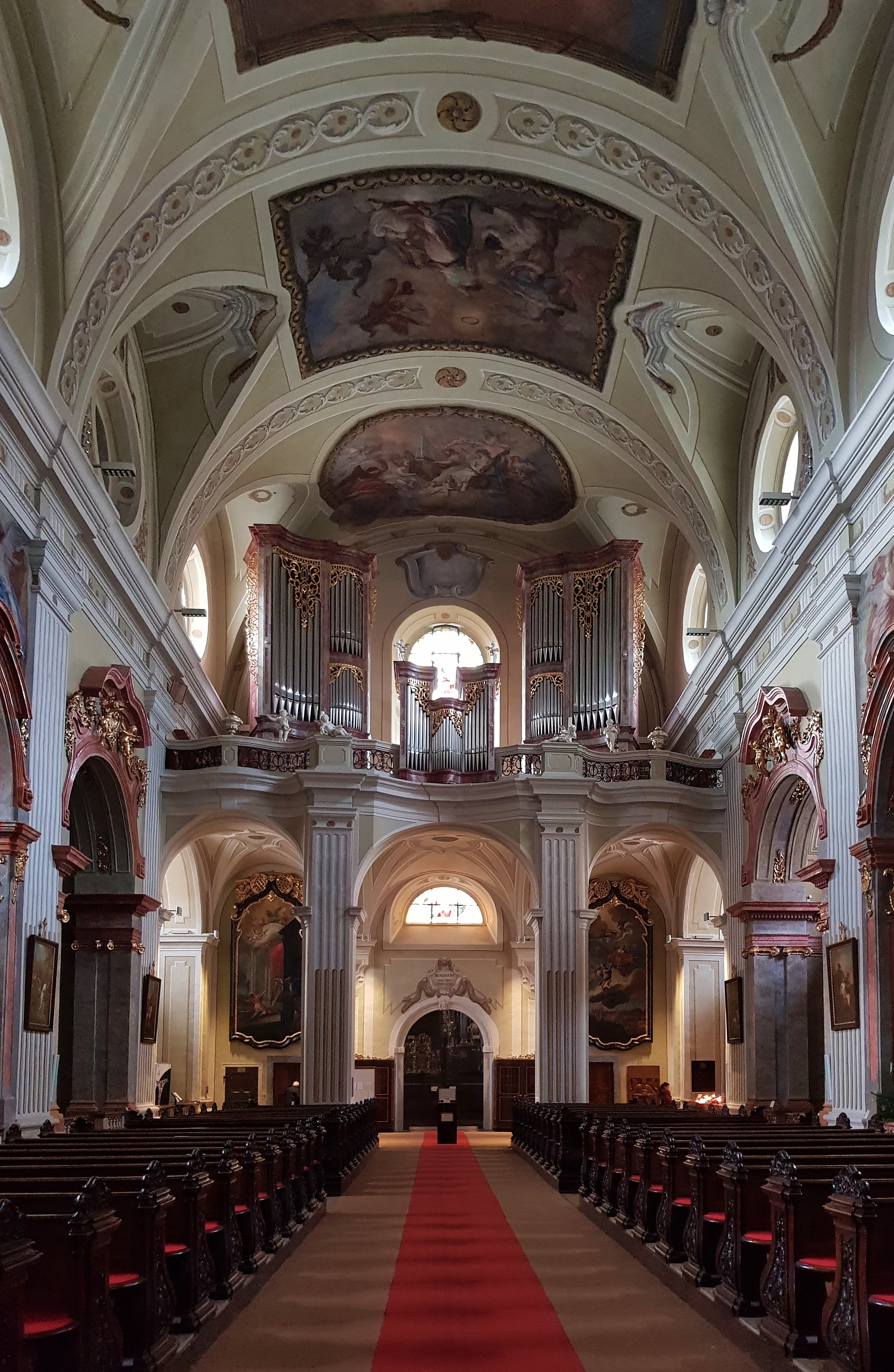
Empora organowa